# كارشالتون ووالينغتون (دائرة انتخابية في المملكة المتحدة)
كارشالتون ووالينغتون (بالإنجليزية: Carshalton and Wallington)‏ هي إحدى الدوائر الانتخابية في المملكة المتحدة الممثلة في مجلس العموم في برلمان المملكة المتحدة.
عضو البرلمان الذي يمثلها حالياً هو :Tom Brake (LD).